# 武器輸出反対ネットワーク
武器輸出反対ネットワーク（ぶきゆしゅつはんたいネットーワーク、Network Against Japan Arms Trade、略称はNAJAT）は、武器輸出の阻止を目的として活動している。2019年（令和元年）、日本語名称を武器取引反対ネットワークに改称した。
2015年（平成27年）12月17日に行なった「武器輸出反対ネットワーク」発足記者会見および官邸前アクション（衆院第二議員会館・首相官邸前）を皮切りに、2016年（平成28年）2月7日のNAJAT発足集会「Made in Japan の武器はいらない」などのシンポジウム開催や、Twitter上で「#この会社武器売ってます」キャンペーンを展開している団体。代表は緑の党グリーンズジャパンから立候補して落選した経験がある杉原浩司。そして、「武器輸出反対ネットワーク」は主に日本企業によるイスラエルに対する武器の製造に関する科学技術の輸出に反対する活動を徹底的に行っているため、「武器輸出反対ネットワーク」は主に中近東に関する研究者や志葉玲などフリージャーナリストの有志たちによって活動が行われている。